# Carlos Serrano (actor)
Carlos Serrano (Alicante, España, 25 de agosto de 1989) es un actor español de cine, teatro y televisión.

## Trayectoria
Con 18 años, terminados sus estudios esenciales en el instituto 8 de marzo de Alicante, se traslada a vivir a Madrid. Tras superar las pruebas de acceso, se matricula en la Real Escuela Superior de Arte Dramático (RESAD) donde consigue la licenciatura en junio de 2011 combinándolo con su primer trabajo profesional en Antígona para el Festival de Teatro Clásico de Mérida.
También en 2011, se sumerge en el rodaje de Toledo, cruce de destinos (Antena 3), serie histórica ambientada en el Toledo del siglo XIII donde se pone en la piel de Humberto, el altivo y arrogante hijo del conde de Miranda, interpretado por Fernando Cayo. Este sería su primer trabajo en el medio audiovisual.
Ya en 2012, con el grupo Ataraxia Teatro, formó parte del elenco de A solas con Marilyn de Alfonso Zurro, que se representó en varios escenarios de la geografía española. En julio de 2012 se incorporó a la serie de Antena 3 El secreto de Puente Viejo, ambientada en la España de 1919, donde encarna al malvado Fernando Mesía.
En abril de 2013, Carlos participa en el corto Ejecución de David Ilundáin, como un empleado de banco que amenaza con desahuciar a una madre y su bebé. También pone voz a Ramiro Arribas (interpretado por Rubén Cortada) en la exitosa serie El tiempo entre costuras, basada en la novela homónima de María Dueñas, que emitió Antena 3 desde octubre de 2013 a enero de 2014.
Tras su paso por El secreto de Puente Viejo forma parte de la producción del Teatro Español El loco de los balcones, una obra de Mario Vargas Llosa, junto a José Sacristán y Candela Serrat, dirigidos por Gustavo Tambascio. Será tras su paso por el Teatro Español cuando se una a la Compañía Nacional de Teatro Clásico, a las órdenes de Helena Pimenta. Como parte de la Compañía Nacional estrena La Villana de Getafe y Fuenteovejuna, con gran éxito crítico y de público.
Su regreso a la televisión no se hizo esperar. Durante el año 2018 rodó Presunto culpable para Antena 3 y Amazon Prime Video. En ella interpreta el papel de Iñaki Arístegui, hermano del Jon Arístegui interpretado por Miguel Ángel Muñoz. La serie consigue buenos datos de audiencia y logra el premio a mejor serie extranjera en el Festival Internacional de Shanghái, galardón otorgado en ediciones anteriores a Breaking Bad o Juego de Tronos entre otras.
En marzo de 2018 se reincorpora al reparto de El secreto de Puente Viejo para seguir interpretando al villano Fernando Mesía durante un año y medio. El 11 de septiembre de 2019 se emite el último capítulo en el que aparece el personaje, finalmente abatido a tiros. A su vez, da vida al leñador Azulcielo en La Ternura, obra escrita y dirigida por Alfredo Sanzol con la que consiguen el Premio Max a mejor Espectáculo de Teatro en 2019.
Durante 2019 rueda Patria (HBO), Inés del alma mía (Amazon Prime) y Libertad (Movistar+). En el año 2020, y tras la cancelación de La Ternura por las medidas sanitarias contra el COVID-19, se une a la película Las leyes de la frontera, dirigida por Daniel Monzón y basada en la novela de Javier Cercas que terminaría cosechando varias nominaciones a los premios Goya. A finales de año estrena junto a Daniel Grao la obra de teatro La máquina de Turing en los teatros del Canal dirigidos por Claudio Tolcachir. 
En 2021 se anuncia su incorporación en la serie de TVE Fuerza de paz, donde interpreta al malogrado Hugo Reyes. Durante el rodaje de la misma, se une al reparto de la tercera temporada de la exitosa serie Madres.
En 2022, mientras sigue en cartel con la obra de teatro La Ternura, forma parte del reparto de la serie de Telecinco en prime-time Escándalo. Relato de una obsesión donde interpreta a Mauró Ribó, hermano del protagonista y líder de un radical partido político. Tras el éxito y la polémica que levantó la serie (Abogados Cristianos solicitó su cancelación), Carlos Serrano se convierte en el antagonista de Entre tierras, remake del proyecto italiano "La Sposa".
Entre tierras se convirtió en el mejor estreno en abierto del año y, una vez en Netflix, la serie más vista en España, Colombia, México y Argentina, entre otros países latinoamericanos. Al terminar el rodaje de Entre tierras se embarca, literalmente, en su siguiente proyecto La ley del mar, una producción rodada en alta mar junto a Luis Tosar y Blanca Portillo que narra las desventuras de un pesquero alicantino tras encontrarse con una patera de inmigrantes. La serie de tres capítulos, basada en hechos reales, fue líder de audiencia en su estreno en TVE.
Ya en 2024 forma parte del reparto de Soy Nevenka, la nueva película de la ganadora de dos premios Goya Iciar Bollaín y basada en las vivencias, la extorsión y los abusos sufridos por Nevenka Fernández.

## Filmografía

### Televisión
| Año                      | Serie                             | Personaje            | Cadena                  |
| ------------------------ | --------------------------------- | -------------------- | ----------------------- |
| 2011 - 2012              | Toledo, cruce de destinos         | Humberto de Miranda  | Antena 3                |
| 2012 - 2014; 2018 - 2019 | El secreto de Puente Viejo        | Fernando Mesía       | Antena 3                |
| 2013                     | El tiempo entre costuras          | Ramiro Arribas (voz) | Antena 3                |
| 2018                     | Presunto culpable                 | Iñaki Arístegui      | Antena 3                |
| 2020                     | Inés del alma mía                 | Juan de Málaga       | TVE / Prime Video       |
| 2020                     | Patria                            | González             | HBO                     |
| 2021                     | Libertad                          | Jonás                | Movistar                |
| 2021                     | Madres. Amor y vida               | Kike                 | Telecinco / Prime Video |
| 2022                     | Fuerza de paz                     | Hugo Reyes           | TVE                     |
| 2023                     | Escándaloː Relato de una obsesión | Mauro Ribó Canal     | Telecinco               |
| 2023                     | Entre tierras                     | José Aguilar         | Atresplayer / Antena 3  |
| 2024                     | La ley del mar                    | Lolo                 | TVE / À Punt            |
| 2024                     | Ayla y los Mirror                 | Miguel               | Disney +                |

### Cine
| Año  | Película                 | Director                        |
| ---- | ------------------------ | ------------------------------- |
| 2009 | Mentiras y gordas        | Alfonso Albacete y David Menkes |
| 2013 | Ejecución (corto)        | David Ilundáin                  |
| 2016 | Plan de fuga             | Iñaki Dorronsoro                |
| 2016 | Cartas Ciegas (corto)    | Ángel Jaquem                    |
| 2021 | Las leyes de la frontera | Daniel Monzón                   |
| 2024 | Soy Nevenka              | Iciar Bollaín                   |
| 2025 | La Cena                  | Manuel Gómez Pereira            |
| 2025 | Sin cobertura            | Mar Olid                        |
| 2026 | Abuela tremenda          | Ana Vázquez                     |

### Teatro
| Año       | Obra                    | Director               |
| --------- | ----------------------- | ---------------------- |
| 2011      | Antígona                | Mauricio García Lozano |
| 2012      | A solas con Marilyn     | Mariano Gracia         |
| 2014      | El loco de los balcones | Gustavo Tambascio      |
| 2015      | La Villana de Getafe    | Roberto Cerdá          |
| 2016      | Fuenteovejuna           | Javier Hernández Simón |
| 2019-2024 | La ternura              | Alfredo Sanzol         |
| 2020      | La máquina de Túring    | Claudio Tolcachir      |